# Gynoplistia plumbeicolor
Gynoplistia plumbeicolor là một loài ruồi trong họ Limoniidae. Chúng phân bố ở miền Australasia.